# Pirambóia (Anhembi)
Pirambóia é um distrito do município brasileiro de Anhembi, no interior do estado de São Paulo. Já foi sede de município entre os anos de 1934 e 1948.

## História

### Origem
O povoado que deu origem ao distrito se desenvolveu ao redor da estação ferroviária Pirambóia, inaugurada pela Estrada de Ferro Sorocabana em 01/03/1888.
Tanto a criação do distrito policial em 1895, como a criação do distrito de paz de Pirambóia em 1899 no município de Bofete, foi questionada pelas autoridades da cidade de Anhembi, que alegavam que o povoado pertencia a esse município, mas somente em 1934 o distrito passou a pertencer a Anhembi.
Após um ano, já na condição de sede do município de Anhembi, a situação da vila era bem extravagante, pois Pirambóia não tinha prefeito, que continuava a ser o de Anhembi, inclusive residindo lá. A cidade estava em completo abandono devido ás rivalidades existentes entre os políticos das duas localidades, e a população não sabia a quem apelar diante de tal situação. Por fim em 1948 a sede do município voltou para Anhembi. 
Em 1952, com o percurso da ferrovia retificado e encurtado entre as cidades Conchas e Botucatu, os trilhos foram retirados da vila, passando a correr bem mais ao sul.

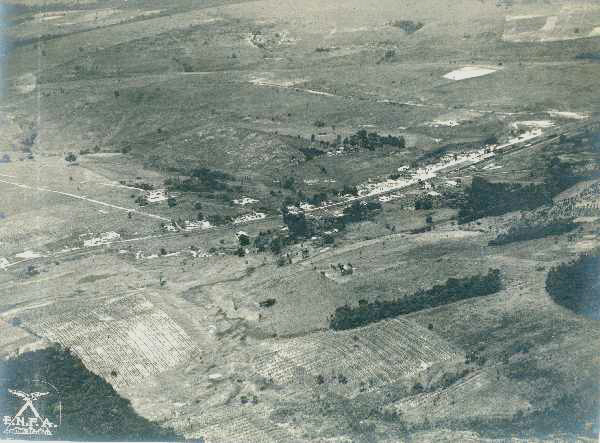
Vista aérea (década de 40).

### Formação administrativa
- Ato de 06/02/1895 - Cria o distrito policial de Pirambóia, no município de Rio Bonito (atual Bofete)[8].
- Lei nº 596 de 24/04/1899 - Cria o distrito, com sede no bairro de Pirambóia e com as mesmas divisas do distrito policial[6][9].
- Decreto nº 6.450 de 21/05/1934 - transfere o distrito para o município de Anhembi[10].
- Decreto nº 6.494 de 12/06/1934 - transfere a sede do município de Anhembi para o distrito de Pirambóia, assumindo o município esta denominação[11].
- Lei n° 233 de 24/12/1948 - reconduz o município à condição de distrito, reincorporando-o ao município de Anhembi[12].

### Pedido de emancipação
O distrito tentou a emancipação político-administrativa e ser elevado novamente à município, através de processo que deu entrada na Assembléia Legislativa do Estado de São Paulo no ano de 1993, mas como não atendia os requisitos necessários exigidos por lei para tal finalidade o processo foi arquivado.

## Geografia

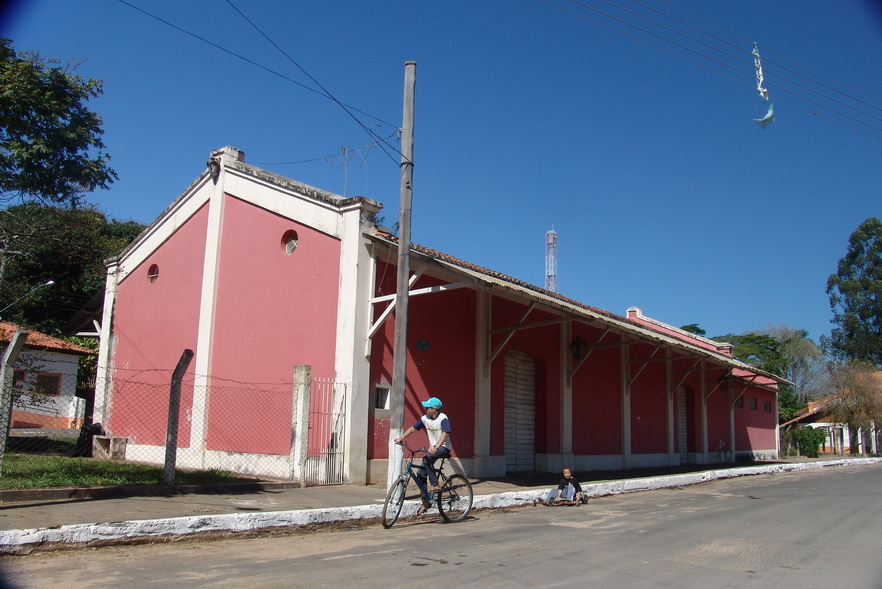
Aspecto local.

### Demografia

#### População urbana
| Crescimento população urbana | Crescimento população urbana | Crescimento população urbana | Crescimento população urbana |
| Censo                        | Pop.                         |                              | %±                           |
| ---------------------------- | ---------------------------- | ---------------------------- | ---------------------------- |
| 1934                         | 943                          |                              |                              |
| 1940                         | 702                          |                              | −25,6%                       |
| 1950                         | 642                          |                              | −8,5%                        |
| 1960                         | 283                          |                              | −55,9%                       |
| 1970                         | 259                          |                              | −8,5%                        |
| 1980                         | 311                          |                              | 20,1%                        |
| 1991                         | 407                          |                              | 30,9%                        |
| 2000                         | 629                          |                              | 54,5%                        |
| 2010                         | 669                          |                              | 6,4%                         |
| Fonte: IBGE e Fundação SEADE |                              |                              |                              |

#### População total
Pelo Censo 2010 (IBGE) a população total do distrito era de 1 393 habitantes.

### Área territorial
A área territorial do distrito é de 236,771 km².

### Rodovias
O distrito possui acesso à Rodovia Marechal Rondon (SP-300) através de estrada vicinal.

### Ferrovias
Pátio Pirambóia (ZUT) da Linha Tronco (Estrada de Ferro Sorocabana), sendo a ferrovia operada atualmente pela Rumo Malha Oeste.

## Serviços públicos

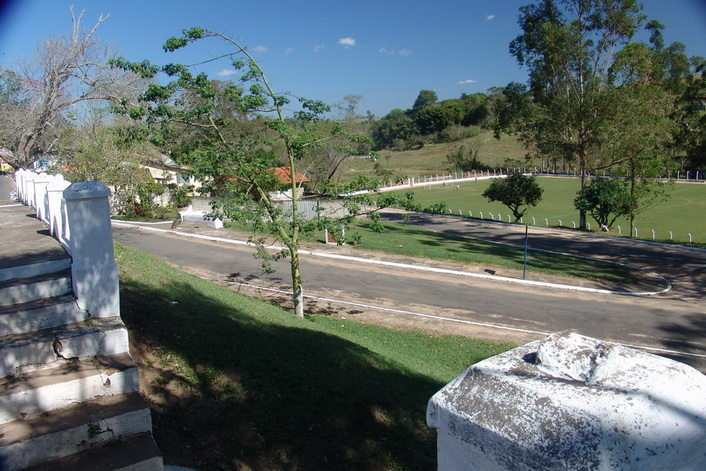
Aspecto local.

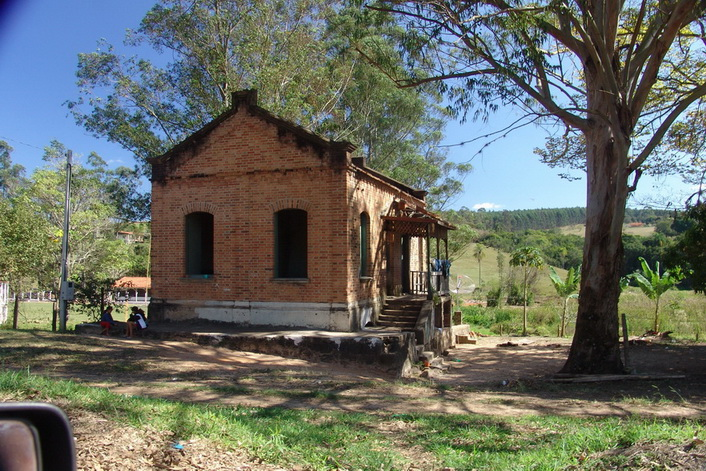
Aspecto local.

### Registro civil
Atualmente é feito na sede do município, pois o Cartório de Registro Civil das Pessoas Naturais do distrito foi extinto pelo  Tribunal de Justiça do Estado de São Paulo, e seu acervo foi recolhido ao cartório do distrito sede.

### Saneamento
O serviço de abastecimento de água é feito pela Companhia de Saneamento Básico do Estado de São Paulo (SABESP).

### Energia
A responsável pelo abastecimento de energia elétrica é a Neoenergia Elektro, antiga CESP.

### Telecomunicações
O distrito era atendido pela Telecomunicações de São Paulo (TELESP), que inaugurou a central telefônica utilizada até os dias atuais. Em 1998 esta empresa foi vendida para a Telefônica, que em 2012 adotou a marca Vivo para suas operações.

## Religião

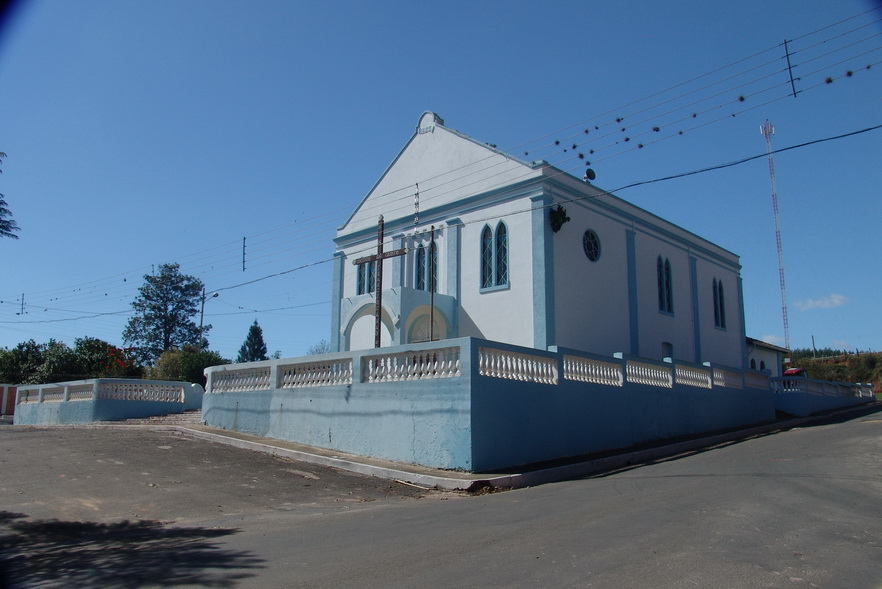
Igreja.

O Cristianismo se faz presente no distrito da seguinte forma:

### Igreja Católica
- A igreja faz parte da Arquidiocese de Botucatu[28].

### Igrejas Evangélicas
- Congregação Cristã no Brasil[29].